# 1941年シーズンのピッツバーグ・スティーラーズ
1941年シーズンは、ピッツバーグ・スティーラーズのNFL9年目のシーズン。オフシーズン中に「ペンシルベニア・ポルカ」と呼ばれるチーム買収劇があり、ピッツバーグ・スティーラーズがフィラデルフィアに移転し、「フィラデルフィア・イーグルス」となり、フィラデルフィア・イーグルスがピッツバーグに移転し、「ピッツバーグ・スティーラーズ」となる出来事が生じた（詳細後述）。

## 買収劇
スティーラーズのアート・ルーニー・オーナーはチームが弱小で負債が膨らんでいることに嫌気を指し、第二次世界大戦による人員不足の懸念もあったことからチームを手放すことを考えていた。移転や買収の複数のオファーを断った後、フィラデルフィア・イーグルスのオーナーであるバート・ベルの仲介により、26歳起業家のアレクシス・トンプソンにチームを売却し、その売却によって得た資金でフィラデルフィア・イーグルスの株式の50％を取得した。
しかし、ルーニーはスティーラーズを売却したことを後悔し、トンプソンがチーム事務所を契約時の約束期日の1941年3月1日に設立していないことに気づいた。そこで、ルーニーとベルはトンプソンが現所有する旧ピッツバーグ・スティーラーズをフィラデルフィアに移転し、ルーニー達が所有する旧フィラデルフィア・イーグルスをピッツバーグに移転する地域交換をトンプソンに提案し、トンプソンは受諾した。名称もそれぞれの地域のチーム愛称を引き継ぐこととなったため、旧ピッツバーグ・スティーラーズは「フィラデルフィア・イーグルス」となり、旧フィラデルフィア・イーグルスは「ピッツバーグ・スティーラーズ」として再出発することとなった。
結果として、ベルがイーグルスをトンプソンに売却し、スティーラーズの株式を半分取得する形となったこの取引は「ペンシルベニア・ポルカ」と呼ばれている。

## 直近のチーム成績
| 年   | 成績           | Con | 地区 | 勝 | 敗 | 分 | 率   | Div | Con   | 平均得点 | 平均失点 |
| ---- | -------------- | --- | ---- | -- | -- | -- | ---- | --- | ----- | -------- | -------- |
| 1941 | レギュラー敗退 |     | 5位  | 1  | 9  | 1  | .136 |     | 1-6-1 | 9.4      | 25.1     |
|      |                |     |      |    |    |    |      |     |       |          |          |
| 1940 | レギュラー敗退 |     | 4位  | 2  | 7  | 2  | .273 |     | 1-6-1 | 5.5      | 16.2     |
| 1939 | レギュラー敗退 |     | 4位  | 1  | 9  | 1  | .136 |     | 1-7   | 10.4     | 19.6     |
| 1938 | レギュラー敗退 |     | 5位  | 2  | 9  | 0  | .182 |     | 2-6   | 7.2      | 15.4     |
| 1937 | レギュラー敗退 |     | 3位  | 4  | 7  | 0  | .364 |     | 4-4   | 11.1     | 13.2     |
| 1936 | レギュラー敗退 |     | 2位  | 6  | 6  | 0  | .500 |     | 6-1   | 8.2      | 15.6     |
| 1935 | レギュラー敗退 |     | 3位  | 4  | 8  | 0  | .333 |     | 3-5   | 8.3      | 17.4     |
| 1934 | レギュラー敗退 |     | 5位  | 2  | 10 | 0  | .167 |     | 1-7   | 4.3      | 17.2     |
| 1933 | レギュラー敗退 |     | 5位  | 3  | 6  | 2  | .364 |     | 1-5-1 | 6.1      | 18.9     |

## レギュラーシーズン
| 週                         | 日 | 相手 | 結果 | 戦績 | 開催地 | 備考 |
| -------------------------- | -- | ---- | ---- | ---- | ------ | ---- |
| 勝利 敗戦 at：敵地での対戦 |    |      |      |      |        |      |

### 順位表
| ニューヨーク・ジャイアンツ   | 8 | 3 | 0 | .727 | 6–2   | 238 | 114 | 21.6 | 10.4 |
| ブルックリン・ドジャース     | 7 | 4 | 0 | .636 | 6-2   | 158 | 127 | 14.4 | 11.5 |
| ワシントン・レッドスキンズ   | 6 | 5 | 0 | .545 | 5-3   | 176 | 174 | 16.0 | 15.8 |
| フィラデルフィア・イーグルス | 2 | 8 | 1 | .200 | 1-6-1 | 119 | 218 | 10.8 | 19.8 |
| ピッツバーグ・スティーラーズ | 1 | 9 | 1 | .100 | 1-6-1 | 103 | 276 | 9.4  | 25.1 |

## 参照